# Metròpolis de Frígia (nord)
Metròpolis de Frígia fou una ciutat del nord de Frígia, al nord de Sínnada, i probablement la capital dels reis de Frígia. Al sud de Frígia hi havia una ciutat del mateix nom (vegeu Metròpolis de Frígia (sud)).
Correspon a les ruïnes prop de Pismesh Kalesi, al nord de Doganlu (Eskişehir), on hi ha algunes tombes, una de les quals se suposadament la del rei Mides I.